# 大理路
大理路，元朝的路。
至元七年（1270年）以原大理国故都为大理路。治所在太和县（今云南省大理市）。辖境相当今云南省大理市、祥云县、宾川县、洱源县、云龙县之间。下辖太和县、赵州、邓川州、云南州、云龙州、蒙化州、永昌府、腾冲府、石甸司、永平县等州县。至治三年（1323年），大理的护子罗蛮（民族部落名，非人名）为寇反元，明朝洪武十五年（1382年）改为大理府。